# Hôtel communal de Schaerbeek
El hôtel Communal de Schaerbeek está situado en el centro de Place Colignon en Schaerbeek, un municipio de la región de Bruselas.

## Historia
Fue inaugurado por el rey Leopoldo II el 21 de julio de 1887 y fue construido sobre la base de los planos del arquitecto Jules-Jacques Van Ysendyck. La construcción del edificio se llevó a cabo sobre la base de un concurso de arquitectura organizado por el municipio. Pasaron dos años entre la colocación de la primera piedra, el 15 de marzo de 1885 y la propia inauguración.
Reemplazo un primer hotel comunal instalado en 1864 en la esquina de la rue Brichaut y Place Liedts.
De 1887, es de estilo neorrenacentista flamenco como la mayoría de las obras del arquitecto Jules-Jacques Van Ysendyck.
Fue arrasado por un incendio de origen criminal durante la noche del 16 al 17 de abril de 1911.
Maurice Van Ysendyck, hijo de Jules-Jacques Van Ysendyck, fue el responsable de la reconstrucción idéntica del edificio destruido. El trabajo se llevó a cabo desde 1912 hasta 1915. El nuevo edificio se amplió significativamente en la parte trasera tomando la forma de un cuadrilátero. El 1 de octubre de 1915, fue una vez más abierta al público. Sin embargo, no se inauguró oficialmente hasta después de la guerra en 1919 en presencia del rey Alberto I y la reina Isabel.
Antes de la construcción de este hotel municipal se habían celebrado los servicios administrativos del municipio de Schaerbeek y las reuniones de las autoridades municipales:
- Calle de Jerusalén, en el café llamado Au Renard
- la antigua rue Saint-Paul (actualmente place de la Reine 13)
- calle del palacio

Después del incendio que asoló el ayuntamiento en la Place Colignon en 1911, los servicios de la ciudad se instalaron en la Escuela Industrial ubicada en la rue de la Ruche . El 1 de octubre de 1915, todos los servicios reanudaron sus actividades en el nuevo edificio construido en Place Colignon.
El interior está ricamente decorado con esculturas, carpintería de prestigio, vidrieras y vidrieras que narran la historia de la ciudad, en particular las vidrieras de los maestros vidrieros Louis de Contini, Charles Baes y Colpaert. Muchas obras de artistas de Schaerbeek se pueden ver en el ayuntamiento. Los pasillos y gabinetes de los concejales, así como las oficinas de la casa de administración obras de Eugène Verboeckhoven, Alfred Verwee, Joseph-Théodore Coosemans, Herman Richir  y muchos otros artistas locales.
Fue clasificado por real decreto el 13 de abril de 1995.
La arquitectura de las casas en Place Colignon que lo rodean se inspiró fuertemente en la arquitectura del propio edificio.

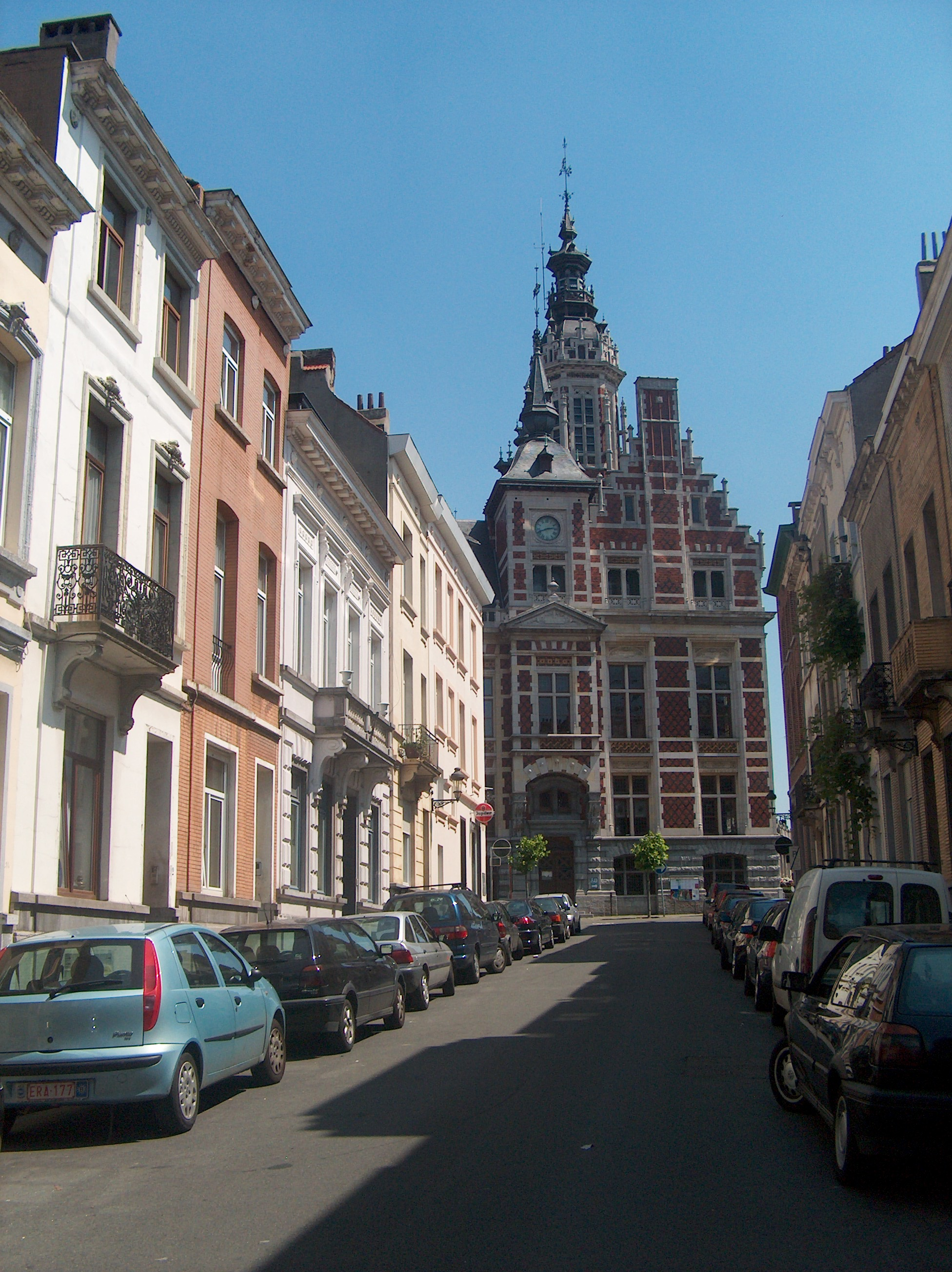
Vue latérale
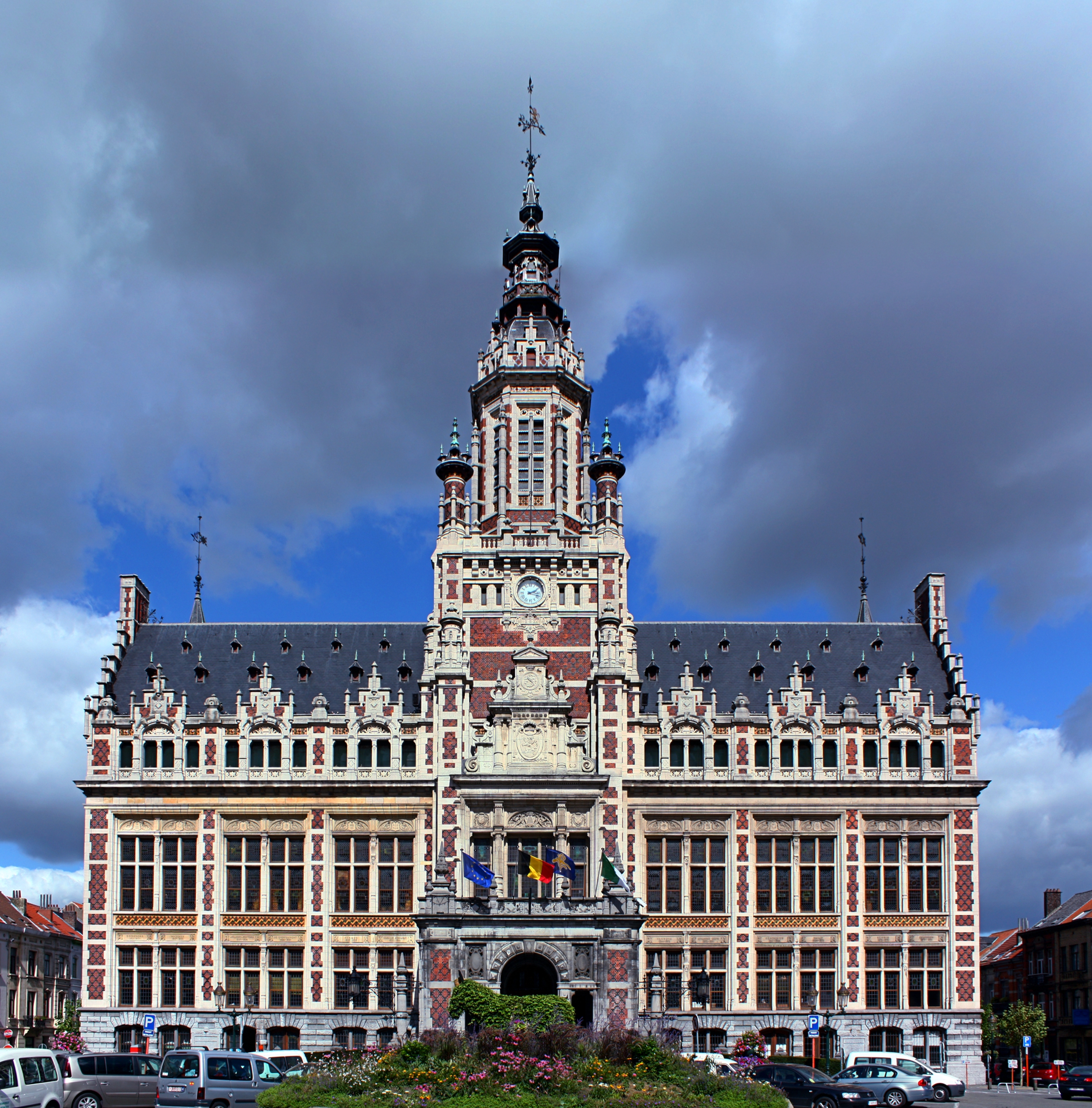
Façade avant
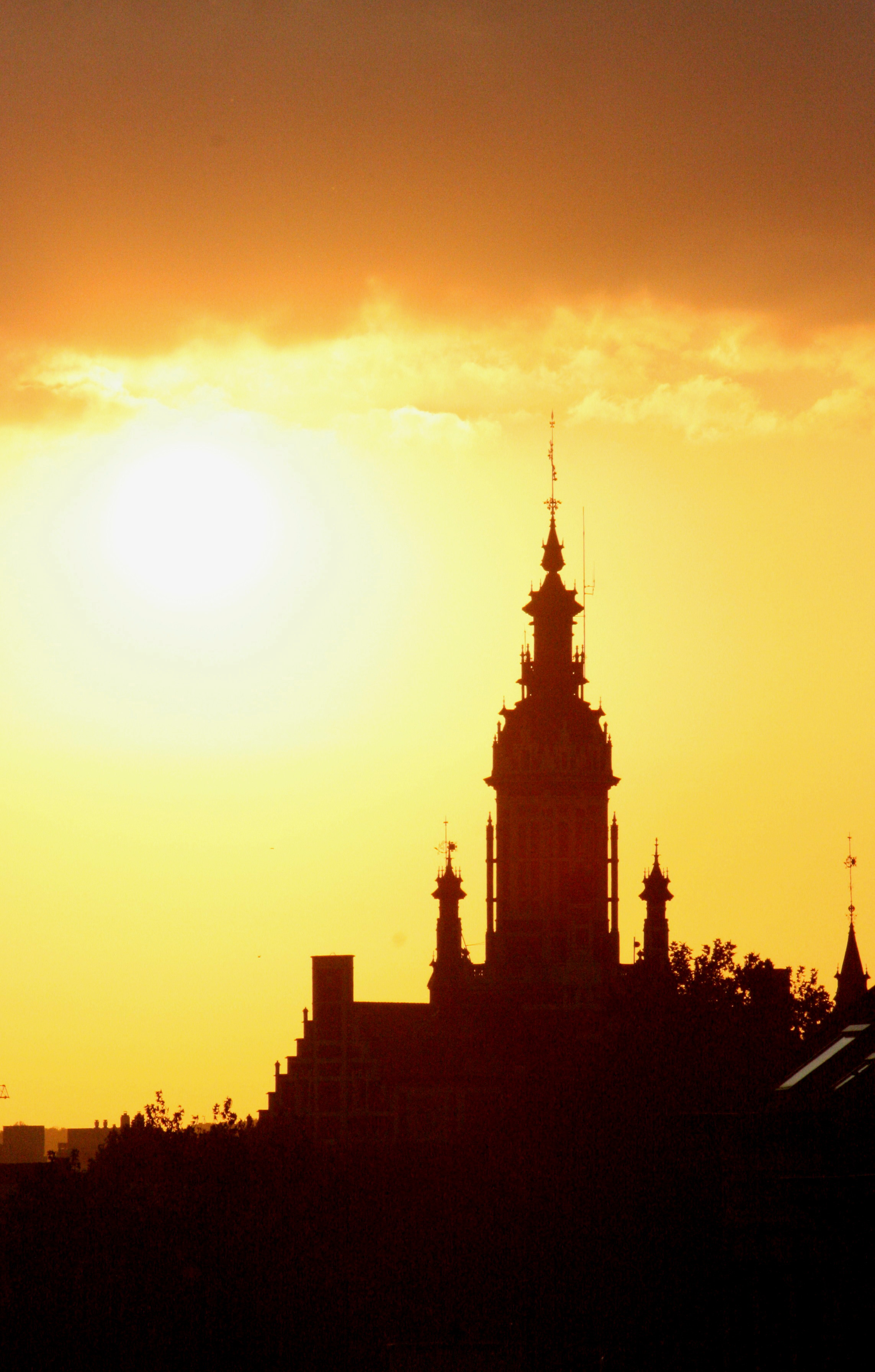
Coucher de soleil